# Sara Dennås
Sara Katarina Dennås, född 16 april 1988 i Härlanda församling i Göteborg, är en svensk moderat och jurist från Uppsala universitet.
Sara Dennås var riksordförande för Moderat Skolungdom år 2007–2009 och i egenskap av detta självskriven ledamot i Moderata Ungdomsförbundets förbundsstyrelse och arbetsutskott.
År 2007–2009 arbetade Sara Dennås på Sveriges riksdag som politisk sekreterare för Moderaterna. Därefter var hon projektledare för Christoffer Järkeborns valkampanj i Europaparlamentsvalet 2009 (Järkeborn stod på plats 6 på Moderaternas lista) samt pressekreterare för Stockholms moderata borgarråd och landstingsråd i valrörelsen 2010. 2011–2013 arbetade hon extra på Näringsdepartementet som brevsvarare.